# Otaria (sommergibile 1908)
L’Otaria è stato un sommergibile della Regia Marina.

## Storia
Fu sottoposto ad intenso addestramento, partecipando all'esercitazione dell'agosto 1908 in Mar Tirreno.
Fu poi assegnato alla IV Squadriglia Sommergibili basata a Venezia; nell'agosto 1914, in seguito alla partecipazione ad un'altra esercitazione, risultò il sommergibile meglio addestrato.
Poco dopo l'ingresso dell'Italia nel primo conflitto mondiale fu assegnato alla I Squadriglia Sommergibili, restando a Venezia, con un periodo in cui fu di base a Brindisi; lo comandava il tenente di vascello Emanuele Ponzio.
Operò a difesa del porto di Venezia.
Nel giugno 1916 andò a formare, unitamente al capoclasse Glauco, un gruppo autonomo nella base di Taranto.
Nel gennaio 1917 fu nuovamente trasferito a Venezia, assegnato alla II Squadriglia Sommergibili ed al comando del tenente di vascello Tarantini.
Nel dicembre del medesimo anno fu ridislocato a Porto Corsini, al comando del tenente di vascello Alberto Marenco di Moriondo.
Messo in riserva il 30 giugno 1918, fu poi disarmato, radiato e demolito.
In tutta la guerra aveva effettuato 46 missioni, tutte difensive.